# 고지마섬 (구시로 관내)

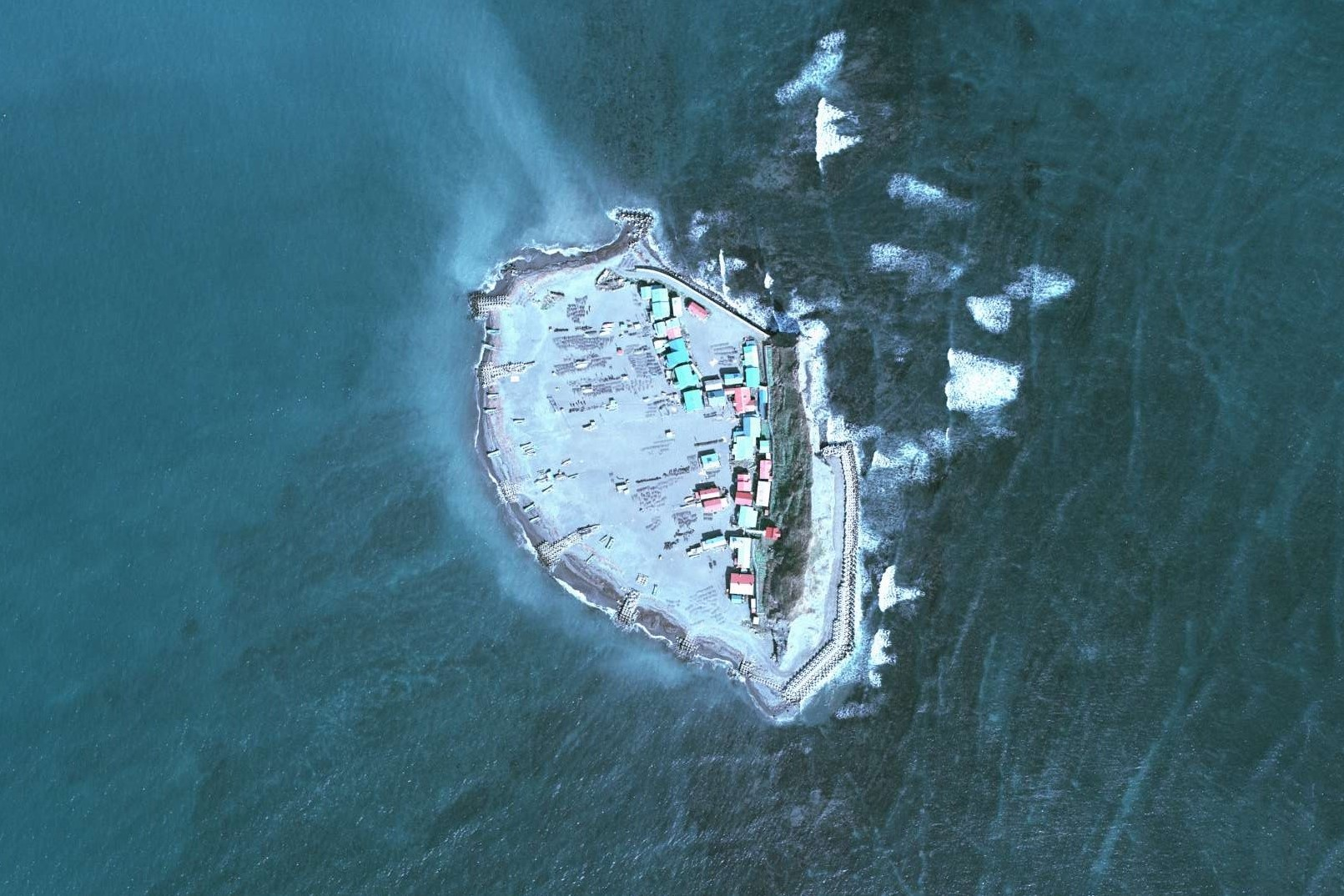
고지마섬 위성 사진

고지마섬(小島)은 일본의 홋카이도 부근에 위치한 섬이다. 일본 각지에 위치한 '고지마섬'(小島)과 구별하기 위하여 앗케시코지마섬(일본어: 厚岸小島)이라고 부르기도 한다.

## 지리
구시로 지청 남쪽 앗케시정에 위치해 있다. 남쪽으로는 다이코쿠지마섬이 위치해 있다. 홋카이도의 동쪽에 위치한다.

## 같이 보기
- 고지마섬
- 다이코쿠섬
- 구시로 지청
- 북태평양
- 오호츠크해
- 유빙